# Пол Кокшот
Пол Кокшот (енгл. William Paul Cockshott; 1952) је шкотски компјутерски научник и марксистички економиста. Професор је на Универзитету у Глазгову. Члан је Светске асоцијације за политичку економију.
Познат је по свом одговору на Мизесову и Хајекову критику социјалистичког рачуна.

## Биографија
Пол Кокшот је рођен 1952. у Единбургу. Магистарске студије из економије завршава 1974. на Универзитету у Манчестеру. Магистарске студије компјутерских наука завршава 1976. на Универзитету Хериот-Ват у Единбургу. Докторат из компјутерских наука добија 1982. на Универзитету у Единбургу.
Дао је допринос на пољу компресије слике, 3Д телевизије, паралелних компајлера и електронског гласања.
У својим економским радовима бавио се проблемима планирања у социјалистичкој планској економији, где је заступао тезу да би се већина проблема у економском планирању избегла применом савремених рачунарских технологија.

## Радови
- Ка новом социјализму (1993)
- Компутација и њена ограничења (2012)
- Како свет ради: Прича о људском раду од праисторије до модерног доба (2020)